# Zakl (Podlehnik)
Zakl is een plaats in Slovenië en maakt deel uit van de gemeente Podlehnik in de NUTS-3-regio Podravska.